# Federico Nanni
Federico Nanni (San Marino, 22 settembre 1981) è un ex calciatore sammarinese, di ruolo centrocampista.

## Carriera
Dal 2002 al 2005 gioca per la Juvenes/Dogana. La stagione successiva passa al Tre Penne. Nel 2006 veste la maglia del Libertas. Nel 2009 torna alla Juvenes/Dogana dove gioca anche due partite dei preliminari di Europa League contro lo KSP Polonia Varsavia.

### Nazionale
Con la maglia del San Marino ha giocato nella nazionale Under-21 e in quella maggiore durante la qualificazione al mondiale 2006 e all'europeo del 2008.

## Palmarès

### Club

#### Competizioni nazionali
- Campionato sammarinese:

Tre Penne: 2011-2012